# Privatschule Karibib
Die Privatschule Karibib (PSK), selten auch Deutsche Schule Karibib (DSK), war eine deutschsprachige Schule in Karibib zu Zeiten Deutsch-Südwestafrikas und Südwestafrikas.

## Geschichte
Der PSK vorausgegangen war eine kleine Schule von maximal acht Kindern, die am 1. Juni 1902 gegründet wurde. Diese wurde vor allem von Kindern der Eisenbahnarbeiter besucht. Das hierfür 1904 errichtete Gebäude wurde im Aufstand der Herero und Nama zu einem Lazarett umfunktioniert. Für die am 1. April 1907 eröffnete PSK wurde im Jahr zuvor ein neues Schulgebäude errichtet. Die PSK wuchs schnell von 18 Kindern im ersten Jahr auf 42 im Jahr 1915. Die maximale Schülerzahl wurde 1967 mit 291 Schülern in elf Klassenzimmern erreicht.
Nachdem die Konkurrenz durch andere deutsche Schulen im Land zugenommen hatte, wurde der Betrieb mit zuletzt nur noch vier Kindern 1986 eingestellt.

## Nachwehen
Sämtliches Vermögen des Schulvereins ging im Jahr 2000 an die Arbeits- und Fördergemeinschaft der Deutschen Schulvereine in Namibia (AGDS) über, die damit bis 2024 das Projekt Lilie finanzierte. 2010 wurde der Schulverein schlussendlich abgewickelt.
Das ehemalige Schulgelände wird von der Karibib Private School genutzt.